# سانی‌ساید (نوادا)
سانی‌ساید (به انگلیسی: Sunnyside) یک منطقهٔ مسکونی در ایالات متحده آمریکا است که در نوادا واقع شده‌است.